# 第33回有馬記念
第33回有馬記念（だい33かいありまきねん）は、1988年12月25日に中山競馬場で施行された競馬競走である。オグリキャップがタマモクロス等を抑え優勝した。年齢は全て旧表記（数え年）にて表記。

## レース施行時の状況
タマモクロスはこの年、天皇賞春秋連覇に加えて宝塚記念を制し、GI3勝を挙げた。またジャパンカップでは日本調教馬として最先着を果たした。そのタマモクロスは、このレースを最後に引退することが決まっていた。
一方、笠松競馬場から中央競馬に移籍したオグリキャップはGI初勝利を目指したが天皇賞（秋）、ジャパンカップでともにタマモクロスに先着を許していた。巻き返しを期すオグリキャップ陣営はこれまで主戦を務めてきた河内洋に代わって、身体が空いていた関東の名手・岡部幸雄に騎乗を依頼。岡部はこれを受諾し、オグリキャップは岡部との新コンビでこのレースに臨む事となった。
この2頭に加え、オグリキャップと同じ4歳のGI馬2頭、サッカーボーイとスーパークリークが出走を表明した。サッカーボーイは夏の函館記念でメリーナイス・シリウスシンボリなどといった古馬たちをレコード勝ちで一蹴し、直前のマイルCSも4馬身差の圧勝で、阪神3歳Sに続くGI2勝目を手にしていた。また、鞍上はオグリキャップから降ろされた形の河内洋だった。
スーパークリークは賞金ギリギリで滑り込んだ前走の菊花賞を5馬身差で圧勝。鞍上の武豊はデビュー2年目ながらこの年113勝をマークし、史上最年少関西リーディングジョッキーとしてファンの大きな注目を集めていた。
このような盛り上がりの中で、JRAはレース3日前の22日、「有馬記念ではタマモクロス・オグリキャップ・サッカーボーイの3頭を単枠指定する」と発表。有馬記念で3頭が単枠指定されたのは、1984年の第29回有馬記念でシンボリルドルフ・ミスターシービー・カツラギエースが単枠指定されて以来のことだった。

## ファン投票結果
ファン投票による出走馬は、辞退馬を除いた21位マティリアルまでの上位10頭である。推薦委員会選考馬としては、スーパークリーク（牡4）、コーセイ（牝5）、ハワイアンコーラル（牡4）の3頭が選出された。
- 最終順位上位21頭[1]

※は出走辞退馬
| 順位  | 競走馬名           | 得票数  | 性齢 |
| ----- | ------------------ | ------- | ---- |
| 1位   | タマモクロス       | 183,473 | 牡5  |
| 2位   | オグリキャップ     | 173,851 | 牡4  |
| 3位   | サッカーボーイ     | 158,341 | 牡4  |
| ※4位  | ヤエノムテキ       | 114,371 | 牡4  |
| 5位   | スズパレード       | 102,961 | 牡8  |
| 6位   | レジェンドテイオー | 96,494  | 牡6  |
| 7位   | メジロデュレン     | 94,409  | 牡6  |
| 8位   | フレッシュボイス   | 76,178  | 牡6  |
| ※9位  | ダイナアクトレス   | 70,991  | 牝6  |
| ※10位 | ホクトヘリオス     | 69,571  | 牡5  |
| ※11位 | シヨノロマン       | 64,716  | 牝4  |
| ※12位 | ゴールドシチー     | 55,058  | 牡5  |
| ※13位 | アラホウトク       | 47,580  | 牝4  |
| ※14位 | カシマウイング     | 37,957  | 牡6  |
| 15位  | サニースワロー     | 37,060  | 牡5  |
| 16位  | ランニングフリー   | 34,424  | 牡6  |
| ※17位 | コクサイトリプル   | 30,848  | 牡4  |
| ※18位 | ミスターボーイ     | 30,576  | 牡7  |
| ※19位 | モガミヤシマ       | 30,251  | 牡5  |
| ※20位 | ランドヒリュウ     | 29,915  | 牡7  |
| 21位  | マティリアル       | 29,499  | 牡5  |

## 出走馬
天候：晴れ、芝：良馬場。
※施行条件については有馬記念も参照。
出走頭数：13頭
| 枠番 | 馬番 | 競走馬名           | 性齢 | 騎手     | 単勝オッズ    | 調教師     | 馬主                               |
| ---- | ---- | ------------------ | ---- | -------- | ------------- | ---------- | ---------------------------------- |
| 1    | 1    | ランニングフリー   | 牡6  | 菅原泰夫 | 37.7（10人）  | 本郷一彦   | 藤島泰輔                           |
| 1    | 2    | コーセイ           | 牝5  | 大崎昭一 | 126.5（13人） | 尾形盛次   | （株）アイ・ケイ・テイ・オーナーズ |
| 2    | 3    | レジェンドテイオー | 牡6  | 郷原洋行 | 10.8（5人）   | 田村駿仁   | （有）貞文                         |
| 2    | 4    | サニースワロー     | 牡5  | 大西直宏 | 90.3（12人）  | 中尾銑治   | 宮崎守保                           |
| 3    | 5    | サッカーボーイ     | 牡4  | 河内洋   | 4.8（3人）    | 小野幸治   | （有）社台レースホース             |
| 4    | 6    | マティリアル       | 牡6  | 東信二   | 33.2（8人）   | 田中和夫   | 和田共弘                           |
| 4    | 7    | スーパークリーク   | 牡4  | 武豊     | 7.4（4人）    | 伊藤修司   | 木倉誠                             |
| 5    | 8    | メジロデュレン     | 牡6  | 村本善之 | 22.8（7人）   | 池江泰郎   | メジロ商事（株）                   |
| 5    | 9    | スズパレード       | 牡8  | 蛯沢誠治 | 21.2（6人）   | 富田六郎   | 小紫芳夫                           |
| 6    | 10   | オグリキャップ     | 牡4  | 岡部幸雄 | 3.7（2人）    | 瀬戸口勉   | 佐橋五十雄                         |
| 7    | 11   | タマモクロス       | 牡5  | 南井克巳 | 2.4（1人）    | 小原伊佐夫 | タマモ（株）                       |
| 8    | 12   | ハワイアンコーラル | 牡4  | 増沢末夫 | 33.8（9人）   | 中村広     | （株）大関                         |
| 8    | 13   | フレッシュボイス   | 牡6  | 田原成貴 | 47.9（11人）  | 境直行     | 円城和男                           |

## レース展開
予想通り、レジェンドテイオーが逃げ、オグリキャップが中団6番手といつもよりやや前、スーパークリークがそれをマークする位置どり。タマモクロスとサッカーボーイはゲートの出が悪く、そのまま2頭で最後方を追走する形となったが、先頭から殿までは10馬身、ほぼ一団。ペースはスローで進行する。
第3コーナーから、後続勢が押し上げにかかる。中でも1番人気のタマモクロスの脚色は断然で、大外を一気にまくり、4コーナーではオグリキャップの外に並びかけ、直線はまたもこの2頭の競り合いになった。結局オグリキャップがゴール前力尽きたタマモクロスを半馬身突き放して優勝。3着に中を割ってきたスーパークリークが入ったが、メジロデュレンの進路を妨害して失格。大外を突っ込んできたサッカーボーイが繰り上げ3着となった。

## 競走結果（上位5頭のみ）
| 着順 | 枠番 | 馬番 | 競走馬名         | タイム | 着差             |
| ---- | ---- | ---- | ---------------- | ------ | ---------------- |
| 1    | 6    | 10   | オグリキャップ   | 2.33.9 |                  |
| 2    | 7    | 11   | タマモクロス     | 2.34.0 | 1/2馬身          |
| 3    | 3    | 5    | サッカーボーイ   | 2.34.3 | 1/2馬身+1馬身1/2 |
| 4    | 1    | 1    | ランニングフリー | 2:34.4 | クビ             |
| 5    | 5    | 8    | メジロデュレン   | 2.34.6 | 1馬身            |

- 3位入線のスーパークリークは、最後の直線で急に斜行し、メジロデュレンの進路を妨害したとして失格。

- ラップ

6.8-11.5-12.6-12.8-12.7-13-12.8-12.4-11.5-11.9-12-12.2-11.7
6.8-18.3-30.9-43.7-56.4-69.4-82.2-94.6-106.1-118.0-130.0-142.2-153.9

### 払戻
| 単勝式   | 10  | 370円 |
| 複勝式   | 10  | 120円 |
| 複勝式   | 11  | 110円 |
| 複勝式   | 5   | 160円 |
| 連勝複式 | 6-7 | 350円 |

## エピソード
- サッカーボーイはスタート時にゲートへ突進して頭をぶつけた。また、この衝撃により鼻出血を発症した他、前歯を折っている[2]。
- 12月初め、オグリキャップとタマモクロスは共に東京競馬場から美浦トレーニングセンターに移動し[注釈 1]、以後、有馬記念までの一ヵ月は同じG-11棟で寝泊まりしたため、お互いの調教師がゴルフに出かけたり、調教助手が麻雀仲間になったりするなど、両陣営の仲が非常に良かった[3][4]。
- タマモクロスは美浦トレーニングセンターの水が合わず食事量が減ってしまい[4]、惨敗により種牡馬としての価値が落ちることを懸念したシンジケートのメンバーは出走を取りやめる様、陣営に打診した[3]。状態の悪さからタマモクロスを推していた日刊競馬の大川浩史は、スーパークリークへ乗り換えた[5]。スタッフは飼い葉を混ぜるのに現地の水ではなく、ミネラルウォーターを用いる事でタマモクロスの食欲を取り戻し、更に精力剤を飲ませるなどして一旦中止した追い切りを2日後には再開するくらいに復調させたが、馬なり[注釈 2]で有馬記念に勝つには物足りないものだった[3][4]。レース後に南井騎手は「ゲートの中でボーっとしていたし、道中も外へ外へと行きたがった。いつものタマモクロスじゃなかった」と述べた[2]。
- オグリキャップは有馬記念が行われる中山競馬場は未出走だったため、岡部騎手の提案により、レースの10日前に中山競馬場でスクーリングを行った。スクーリングは馬運車での往復で馬の体力が消耗するリスクがあり、極端な馬は片道だけで体重が10㎏も減る例もあったが、美浦トレーニングセンターに帰って来たオグリキャップの体重は出発前から2㎏しか減っておらず、その体力とストレスに対する強さで関係者を驚かせた[4]。タマモクロスも中山競馬場は未出走であり、調教師らはスクーリングをやりたがったが、神経質で食の細いタマモクロスには考えられないと言う理由により見送らざるを得なかった[3]。
- 瀬戸口調教師は初騎乗の岡部に対して「4コーナー辺りで前の馬との差を1～2馬身にもっていき、勝負に出てもらいたい」と伝えている。指示通りの競馬を完遂し、オグリキャップを有馬記念馬に導いた岡部には「さすがに岡部騎手です。こちらの注文どおりに乗って、待ちに待ったGIレース制覇に結び付けてくれました」と感謝の意を表した[2]。レース後の杉本清との対談[7]では、最後の直線でタマモクロスが並びかけてきたときは「どこまで行っても交わされる差ではない」と思いつつも、「またか!」という気持ちが一瞬よぎったと答えている。
- 岡部は調教からオグリキャップに騎乗し、気性面や手応えなどが事前に抱いていたイメージ通りだったと述べている。また、タマモクロスといい勝負がしたかったとしたうえで「直線の坂にかかったあたりで、後ろからタマモクロスが来るだろうと思いました。やはり来ましたね。しかし、僕の馬の脚色には余裕があった。坂上で勝ったと確信しました。馬齢重量だったのも勝因のひとつといえるでしょう」[2]と振り返っている。名手岡部と言えど本レースの優勝には興奮を隠せず、レース後のインタビューで質問に答えられない場面も見られた。
- 全国リーディングジョッキーの柴田政人は高熱のため最終週の騎乗をキャンセルし、自宅でテレビ観戦していた。有馬記念に対しては「南井はずいぶん苦労していると思った。引っかかるのを気にしているように見えた。その点、岡部は楽に走っていた。4コーナーで並んだけど、それまでにタマモは随分脚を使ったもんね。ひとまくりだもん。よほど力の差があれば、あれでもかわせるけど、そうじゃないからねえ」と本職ならではの視点で分析している[2]。
- 年が明けた1989年1月7日、昭和天皇が崩御したため、この第33回有馬記念が“昭和最後のGI競走”となった。このことからオグリキャップ、タマモクロス、サッカーボーイ、スーパークリークが唯一対戦したこのレースは中央競馬“昭和最後の名勝負”と語られるようになった。1989年6月にはポニーキャニオンより、このレースでの3強対決に至るまでのタマモクロス、オグリキャップ、サッカーボーイのそれぞれのそれまでの戦績を紹介したVHS「タマモクロス オグリキャップ サッカーボーイ 昭和最後の名勝負〜3強の熱い戦いの軌跡」が発売された。